# Tashbaan
Tashbaan (Engels: Tashbaan) is een fictieve plaats uit Het paard en de jongen, van De Kronieken van Narnia door C.S. Lewis.

## Ligging en geografie
Tashbaan is de hoofdstad van Calormen, en ligt in het noorden van Calormen, op een eiland in een rivier. Ten noorden van Tashbaan ligt de Woestijn, met aan de andere kant van de Woestijn, Archenland en Narnia.
Tashbaan ligt op een eiland, waar de rivier omheen stroomt. De twee oevers worden verbonden door twee bruggen. Het eiland, dat steil oploopt en waarop Tashbaan ligt, is helemaal volgebouwd. Boven op het eiland liggen de tempel van Tash en het paleis van de Tisrok. De tuinen van het paleis van de Tisrok lopen tot aan de rivier. Hoewel Tashbaan er van een afstand mooi uitziet, zijn de straten in de stad benauwd en smal, waar zich een grote mensenmassa doorheen perst.
Aan beide kanten van Tashbaan liggen de uitgebreide landerijen van de edelen van Calormen. Ten noorden van de stad, liggen de Graftomben van de oude koningen van Calormen. Volgens de overlevering spookt het daar.

## Het paard en de jongen
Dit is het enige boek dat voor een gedeelte in Tashbaan speelt. Shasta en Aravis moeten door de stad heen, om naar Narnia te kunnen vluchten. Helaas loopt dat uit op een ramp. Shasta wordt voor een prins uit Archenland aangezien en Aravis wordt hekent door haar vriendin Lasaraline.
Shasta weet te ontkomen, als de echte prins binnen komt klimmen, en Aravis ontsnapt via het paleis van de Tisrok, waar ze de plannen heeft afgeluisterd voor een aanval op Archenland.